# White City (Saskatchewan)
White City es un pueblo canadiense situado en la provincia de Saskatchewan.

## Superficie
White City tiene una superficie de 7,56 km².

## Demografía
En 2021, tenía 3702 habitantes, una densidad poblacional de 489,7 hab./km², y 1200 viviendas.